# Janusz Radziwiłł
Janusz Radziwiłł (młodszy) herbu Trąby (ur. 12 grudnia 1612 w Popielu, zm. 31 grudnia 1655 w Tykocinie) – książę na Birżach i Dubinkach, hetman wielki litewski od 1654, wojewoda wileński od 1653, marszałek Trybunału Głównego Wielkiego Księstwa Litewskiego w 1648 roku, starosta generalny żmudzki i hetman polny litewski od 1646, ciwun retowski w latach 1644–1655, podkomorzy wielki litewski od 1633, starosta mścisławski w latach 1643–1645, kamieniecki, starosta kazimierski od 1638 roku, starosta sejwejski, ambasador nadzwyczajny Rzeczypospolitej w Republice Zjednoczonych Prowincji w 1633 roku.

## Młodość

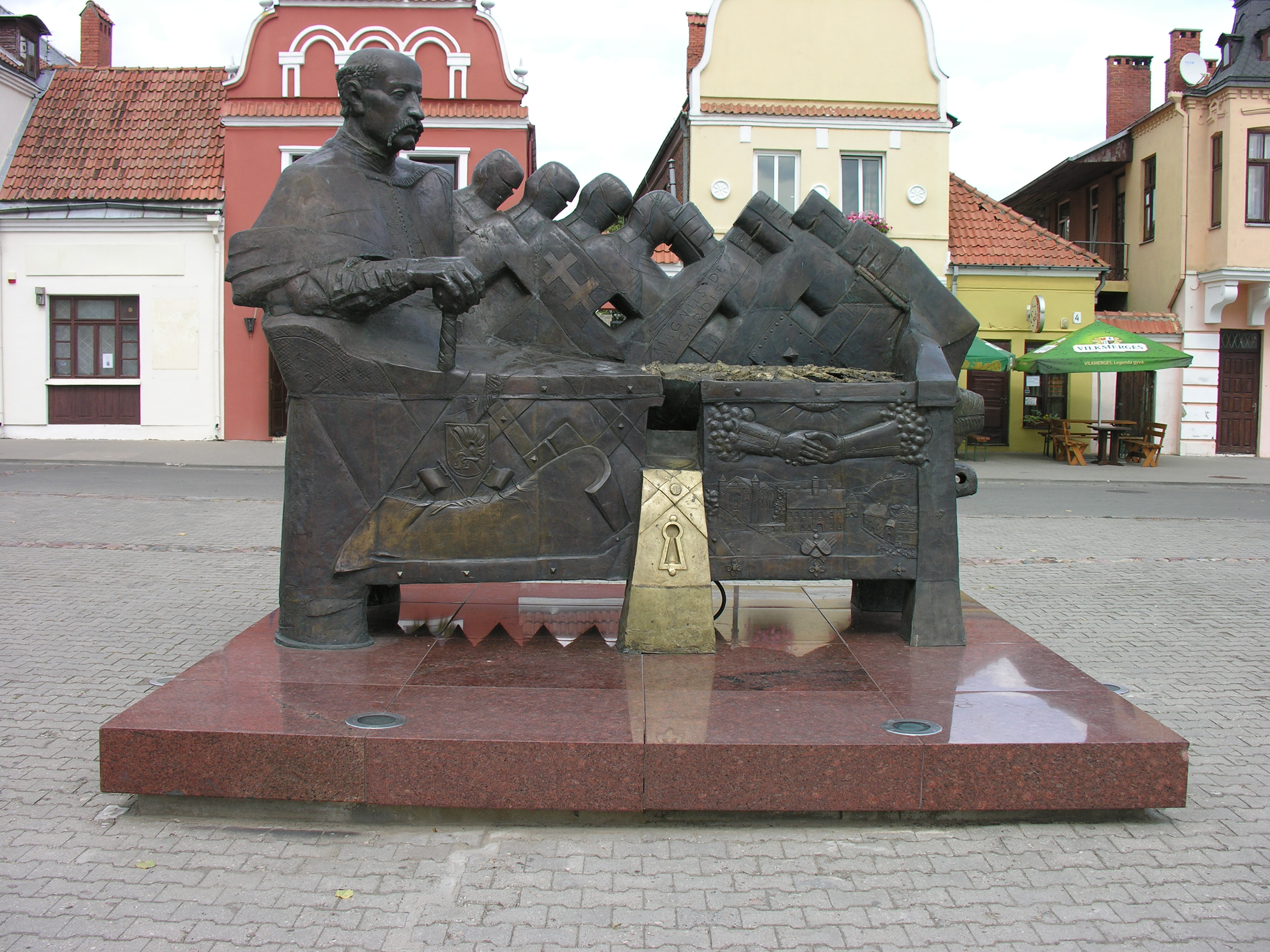
Pomnik Janusza Radziwiłła w Kiejdanach

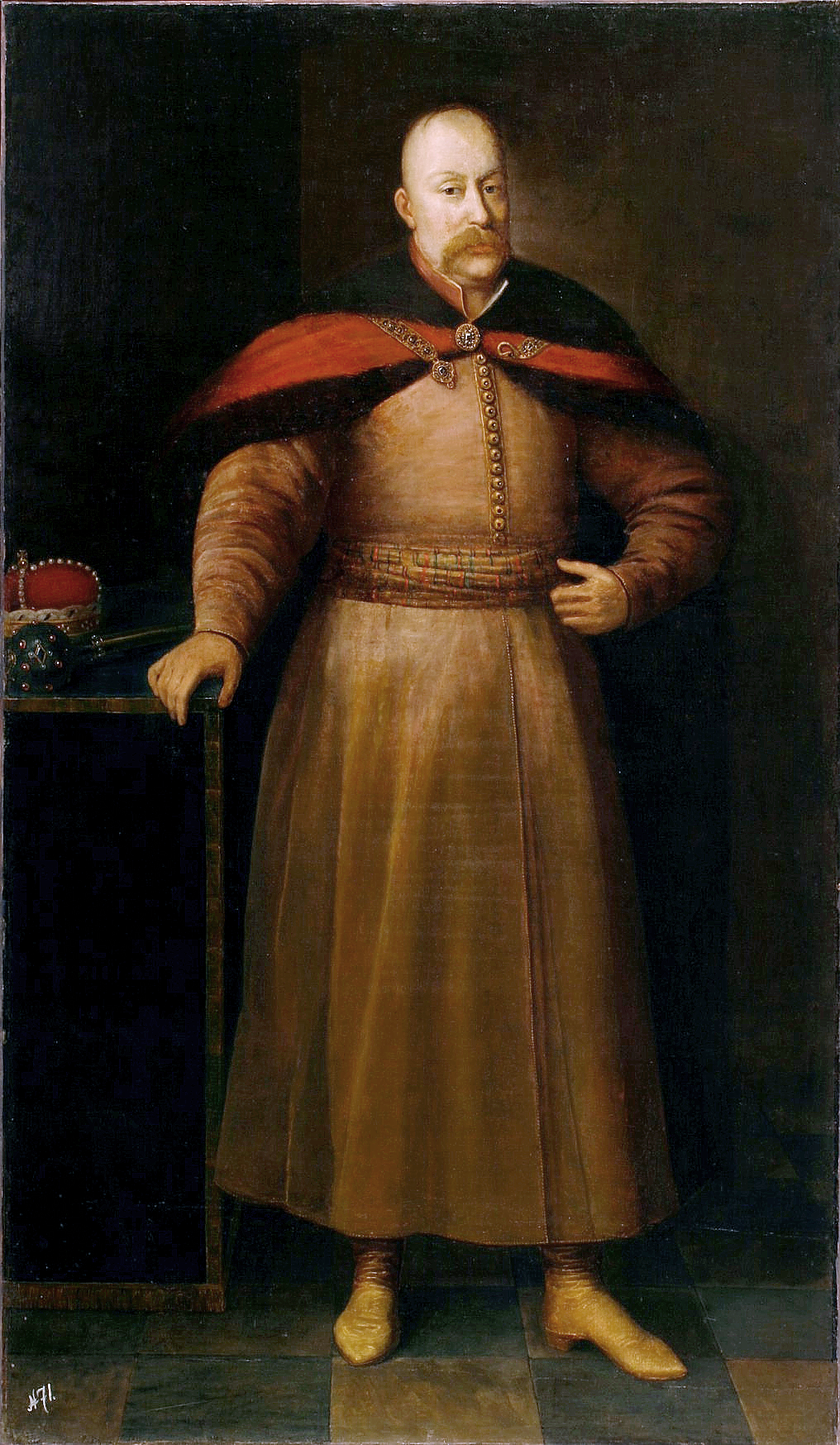
Daniel Schultz, Portret Janusza Radziwiłła z około 1652–1654 roku

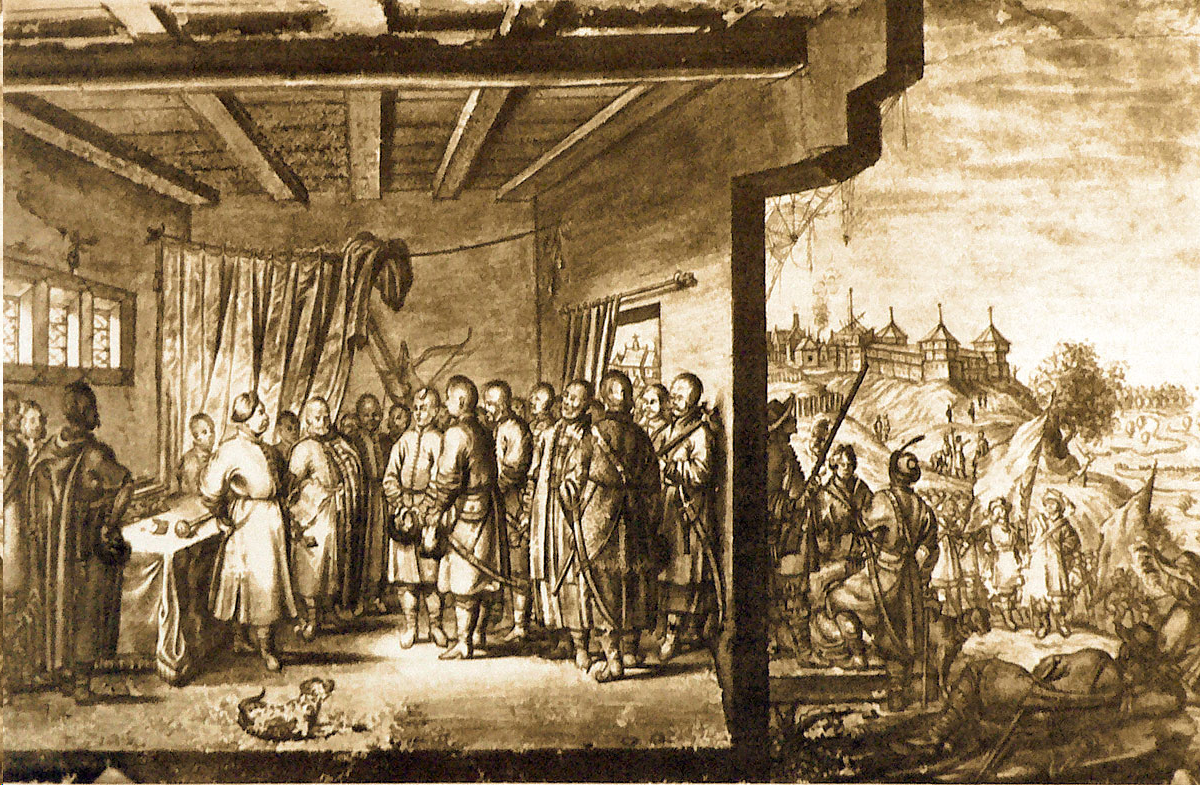
Przyjęcie posłów Bohdana Chmielnickiego przez hetmana Janusza Radziwiłła w 1651 roku, rysunek z natury świadka tych wydarzeń Abrahama van Westervelda

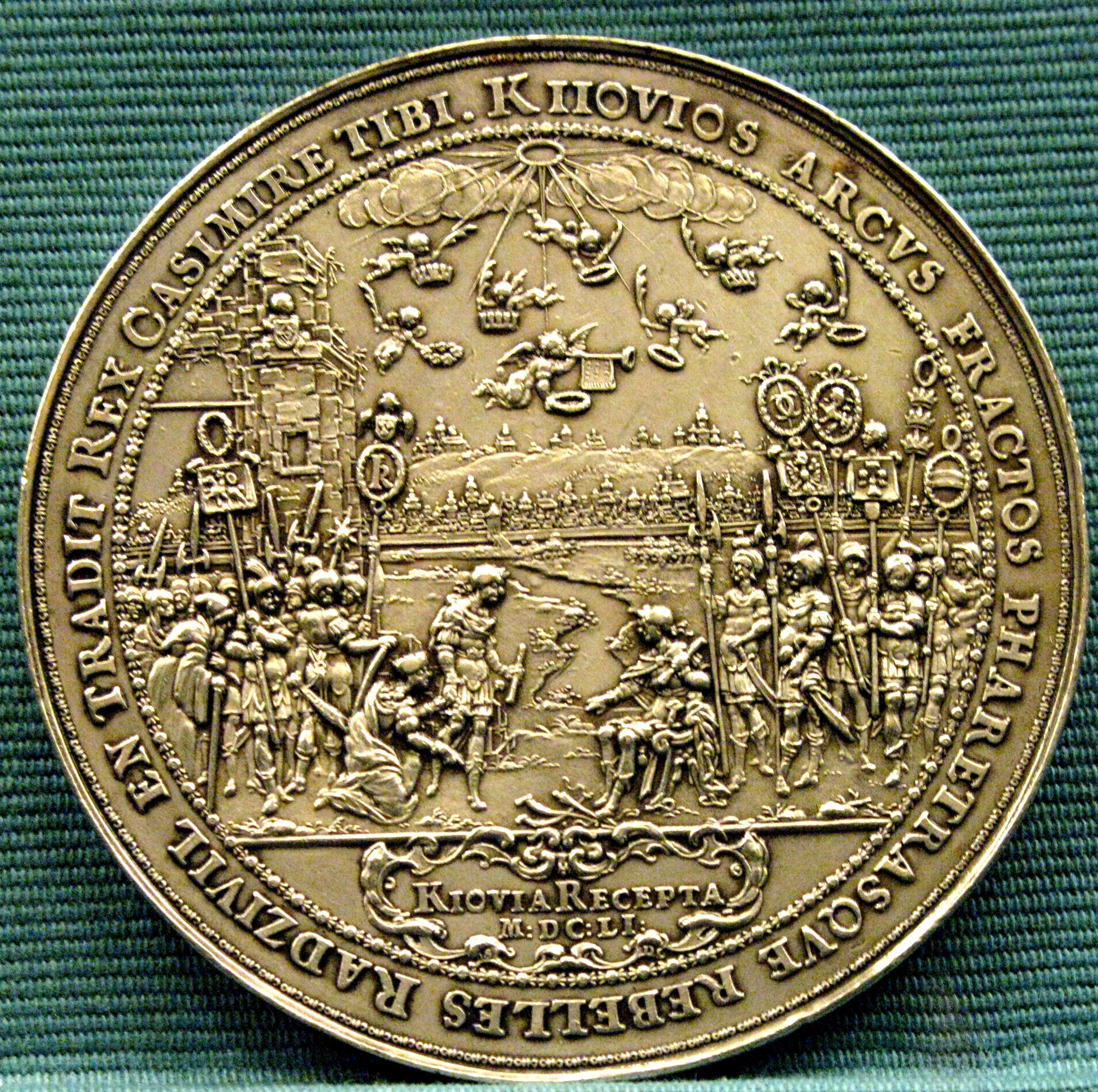
Medal wybity w 1651 z okazji odzyskania Kijowa przez Janusza Radziwiłła w czasie powstania Chmielnickiego

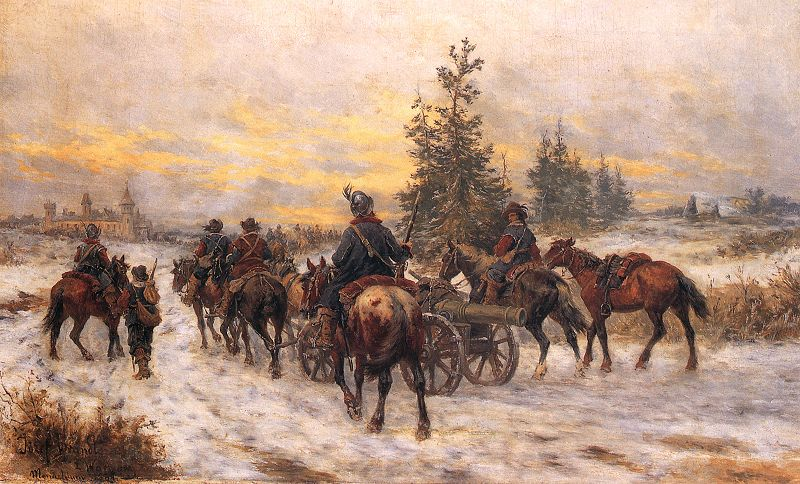
Pochód Szwedów do Kiejdan

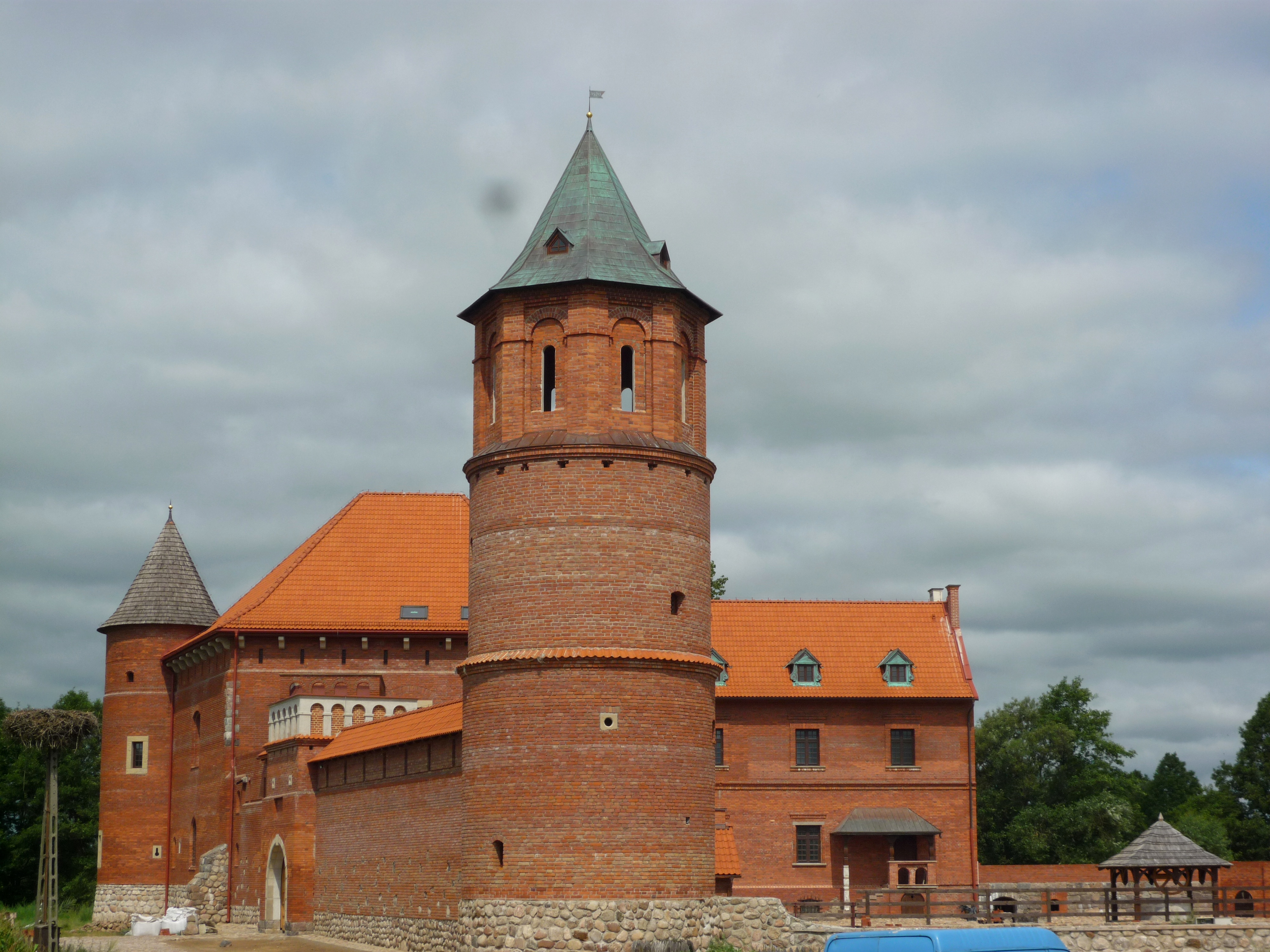
Częściowo zrekonstruowany zamek w Tykocinie

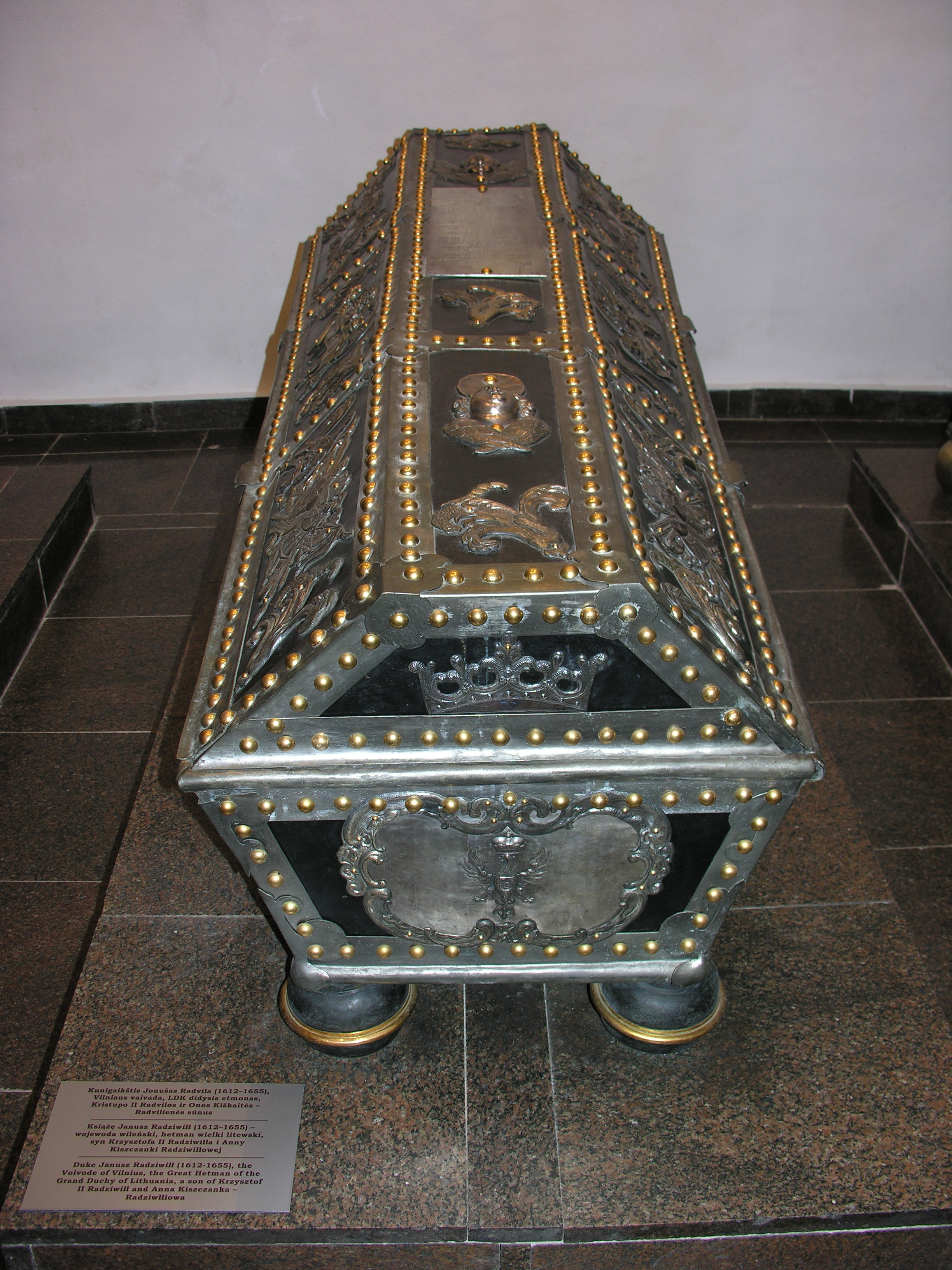
Trumna ze zwłokami Janusza Radziwiłła w krypcie kościoła ewangelicko-reformowanego w Kiejdanach

Janusz Radziwiłł urodził się 12 grudnia 1612 roku w Popielu (powiat wiłkomierski) w kalwińskiej rodzinie magnatów litewskich Krzysztofa Radziwiłła i Anny z Kiszków. Spośród sześciorga ich dzieci dzieciństwo przeżył tylko on i jego młodsza siostra Katarzyna. Wczesne dzieciństwo spędził w rodowych majątkach w Popieli, Kiejdanach, Birżach i Dubinkach, gdzie otrzymał podstawową edukację. W wieku trzynastu lat został wysłany do gimnazjum słuckiego, a trzy lata później – do szkół w Warszawie i Berlinie.
Studia rozpoczął w 1629 roku na uniwersytecie w Lipsku, a od 1631 uczył się w Altdorfie. W 1631 roku przebywał w obozie wojennym księcia Fryderyka Henryka Orańskiego, gdzie obserwował wojnę pomiędzy Hiszpanią a Stanami Holenderskimi. Edukację wyższą zakończył na uniwersytecie w Lejdzie. Dzięki odbytym w młodości podróżom poznał kilka języków europejskich. W tym czasie osobiście poznał elektora brandenburskiego Jerzego Wilhelma, elektora saskiego Jana Jerzego oraz wielu książąt niemieckich.
Za granicą zastała go śmierć króla polskiego Zygmunta III oraz pierwszy zaszczyt. Na polecenie króla Władysława został posłem królewskim. Jako poseł podróżował do Stanów Generalnych, do Brukseli do Infantki Izabeli, oraz do Anglii. Następnie na polecenie Władysława IV przeprowadził zaciąg wojska. Zwerbował około tysiąca piechoty, dwustu dragonów, kilku artylerzystów i inżynierów wojskowych. Po powrocie do kraju za własne fundusze wystawił chorągiew husarską. Za zasługi dla kraju otrzymał tytuł podkomorzego Wielkiego Księstwa Litewskiego.
U boku ojca brał udział w wojnie smoleńskiej. W 1633 roku uczestniczył w bitwie o Smoleńsk, zakończonej zwycięstwem Litwinów. 25 lutego 1634 roku, po kapitulacji rosyjskiej armii pod dowództwem Michaiła Szeina, wkroczył na czele regimentu piechoty do obozu rosyjskiej armii, by zatknąć polskie chorągwie i przejąć sprzęt obozowy.
Po wojnie pełnił obowiązki podkomorzego na dworze Władysława IV. Jako królewski dworzanin pilnował interesów Radziwiłłów. W 1634 roku doszło do kłótni między Radziwiłłami a Sapiehami o obsadę synekury – urząd podstolego połockiego. W 1636 roku w Wilnie na rozmowie senatorów z królem, Radziwiłł dopuścił się obrazy majestatu. Król księciu wybaczył, ale dygnitarze: marszałek wielki koronny Krzysztof Opaliński i podkanclerzy koronny Piotr Gembicki również czuli się obrażeni. Zwaśnieni magnaci zaczęli pisać na siebie skargi do sejmików ziemskich. W 1637 roku znów zadarł z innym dygnitarzem, podkomorzym koronnym Kazanowskim. Panowie wyzwali się na pojedynek, do którego nie doszło.
W 1637 roku został posłem na sejm z ziemi wileńskiej. W 1639 roku doszło do zamieszek w Wilnie pomiędzy kalwinistami a katolikami. W 1640 ponownie doszło do zamieszek w trakcie pogrzebu. Obie sprawy omawiane były na sejmach. W 1640 roku Janusz ponownie był posłem na sejmie, skąd chciano go wykreślić za udział w zamieszkach.
W 1640 r.zmarł ojciec Janusza Krzysztof Radziwiłł. Janusz przejął jego obowiązki jako głowy rodziny oraz przywódcy różnowierców na Litwie.

## Działalność polityczno-wojskowa
W 1644 roku pomógł zorganizować ewangelicki synod generalny w Orli na Podlasiu w roku 1644, gdzie ewangelicy szykowali się do rozmów na zjazd teologów w Toruniu w 1645 roku.
Był posłem na sejm 1646 roku. W 1646 roku został wybrany starostą żmudzkim. Tym samym został senatorem Rzeczypospolitej. Także w 1646 roku został hetmanem polnym litewskim. De facto dowodził całym wojskiem litewskim w zastępstwie starego hetmana wielkiego Janusza Kiszki.
Poseł na sejm ekstraordynaryjny 1647 roku, na którym biskup wileński Abraham Woyna oskarżył księcia o przewracanie przydrożnych krzyży, domagając się ukarania winnego. Miało to związek z poleceniem Janusza Radziwiłła o przeniesieniu krzyża wkopanego niedaleko dworu w Świadości i umieszczenie go koło plebanii katolickiej. W 1648 roku król Władysław próbował pogodzić Janusza Radziwiłła z podkanclerzym Kazimierzem Leonem Sapiehą, gdyż Sapiehowie zmusili do zamęścia Chrystynę Chlebowiczównę, formalnie będącą pod opieką Radziwiłłów, za Kazimierza Pawła Sapiehę. Równocześnie królowa godziła biskupa Wilna z Radziwiłłem.
W 1648 roku zmarł Władysław IV, protektor Janusza Radziwiłła. Za jego panowania książę cieszył się łaską królewską, otrzymał wiele nadań, starostw i dochodów z dóbr królewskich. Był członkiem konfederacji generalnej zawiązanej 31 lipca 1648 roku. W 1648 roku był elektorem Jana II Kazimierza Wazy z Księstwa Żmudzkiego.
Po wybuchu powstania Chmielnickiego na czele armii Wielkiego Księstwa Litewskiego walczył z Kozakami. W 1649 odniósł zwycięstwo w bitwie pod Łojowem. W energicznie prowadzonej kampanii 1651 roku rozbił wojska kozackie w kolejnej bitwie pod Łojowem oraz zajął Kijów. Następnie połączył się z wojskami koronnymi i w nierozstrzygniętej bitwie pod Białą Cerkwią jako jedyny wódz Rzeczypospolitej podjął walkę z Kozakami Chmielnickiego. Mimo propozycji wojsk koronnych, kierując się dumą, nie zgodził się objąć dowództwa nad całością wojsk w miejsce schorowanego, niezdecydowanego i dążącego do ugody z Kozakami hetmana Stanisława Potockiego. Janusz Radziwiłł był przeciwny zawarciu ugody białocerkiewskiej dążąc do siłowego stłumienia powstania Chmielnickiego.
W 1648 roku poparł wybór Jana Kazimierza na króla Polski, za co otrzymał starostwo borysowskie. W 1648 roku podpisał elekcję Jana II Kazimierza Wazy z Księstwa Żmudzkiego, podpisał jego pacta conventa. Pomimo tego stosunki pomiędzy hetmanem a królem pełne były niechęci. Wynikały one z polityki króla dążącego do umocnienia władzy królewskiej i ukrócenia potęgi magnatów. W odpowiedzi Janusz Radziwiłł, Jan Leszczyński, Krzysztof Opaliński oraz Jerzy Sebastian Lubomirski zawiązali tzw. „spisek magnacki”, planując zamach stanu. W 1652 roku Władysław Wiktoryn Siciński, poseł ziemi upickiej, zerwał sejm, być może na polecenie Janusza Radziwiłła. W 1654 roku na sejmie doszło do zatargu o nieobsadzone stanowiska hetmańskie, a sejm również został zerwany. W tym samym roku Jan Kazimierz nadał Radziwiłłowi godność hetmana wielkiego, ale równocześnie hetmanem polnym został jego wróg Wincenty Aleksander Gosiewski.
Po rosyjskim najeździe na Rzeczpospolitą rozpoczętym w lecie 1654 roku bezskutecznie próbował powstrzymać przeważające siły moskiewskie. Wielkie Księstwo Litewskie zostało zaatakowane z trzech kierunków przez liczącą ponad 70 tys. żołnierzy armię moskiewską. Mimo tego Janusz Radziwiłł odniósł zwycięstwo nad częścią armii rosyjskiej w bitwie pod Szkłowem, ale dwa tygodnie później jego siły zostały zaskoczone i rozbite pod Szepielewiczami. Tam też Janusz Radziwiłł został ranny. Przegrał też pod Nowym Bychowem i pod Wilnem. Był częściowo winny nieprzygotowania do obrony Smoleńska, kluczowej twierdzy nadgranicznej, bowiem przez długi czas utrudniał objęcie jej przez nowo mianowanego wojewodę Filipa Obuchowicza, stronnika królewskiego. W październiku po trzymiesięcznym oblężeniu Smoleńsk skapitulował przed wojskami moskiewskimi. W dowództwie litewskim doszło do kłótni. Janusz Radziwiłł obwiniał króla o brak posiłków wojskowych oraz o brak funduszy dla wojsk litewskich. Niechętny Radziwiłłom Paweł Jan Sapieha swoich prywatnych wojsk nie oddał pod dowództwo hetmana. Gosiewskiemu Radziwiłł wprost zarzucił tchórzostwo, doszło nawet do rękoczynów. Hetmanowi Radziwiłłowi zarzucono, że nie wywiązał się z obowiązku pomocy w przygotowaniu twierdzy smoleńskiej do oblężenia. Zarzucano mu też zawyżone rachunki za wystawienie wojska. W odpowiedzi stronnicy hetmana zarzucili zdradę Filipowi Obuchowiczowi. W sierpniu 1655 roku wojska moskiewskie zdobyły Wilno dokonując rzezi mieszkańców, a część wojsk litewskich wypowiedziała posłuszeństwo hetmanowi z powodu braku żołdu.
W lipcu 1655 roku do walki przeciw Rzeczypospolitej oprócz Chmielnickiego i Moskwy dołączyła Szwecja. Kalkulacje polityczne i niechęć do Jana Kazimierza oraz namowa biskupa Jerzego Tyszkiewicza, skłoniły księcia Janusza do samodzielnego paktowania ze Szwedami. Na początku sierpnia 1655 roku w Rydze Gabriel Lubieniecki podpisał w imieniu księcia Radziwiłła porozumienie ze Szwecją. Układ został potwierdzony w Jaswojniach 18 sierpnia wspólnie przez hetmanów Radziwiłła i Gosiewskiego. 20 października 1655 roku doszło do zawarcia układu w Kiejdanach z przedstawicielem Karola X Gustawa. Układ ten uznawał protektorat Szwecji nad Litwą i był zerwaniem unii polsko-litewskiej. Janusz i Bogusław Radziwiłłowie zapewnili sobie też rozległe lenno. Układ podpisało wielu senatorów i ponad tysiąc szlachty litewskiej, w tym sam Radziwiłł.
Wcześniej pod władzę szwedzką oddała się Wielkopolska, hetmani Stanisław Rewera Potocki, Stanisław Lanckoroński, Aleksander Koniecpolski. Z goryczą więc sam Janusz Radziwiłł układ ze Szwedami przedstawiał w liście z 26 sierpnia 1655 roku do kuzyna Bogusława Radziwiłła w sposób następujący:

U Boga i u świata wymówieni jesteśmy, żeśmy tę przyjęli [szwedzką] protekcją, kiedy nas Litwę wydano, a kiedy Moskal stanął w Wilnie, czego Wielkopolska nie miała; a my z biedy do czego rzucićcieśmy mieli? Wszakże jeszcze nie koniec, ratować nas mogą i nam odstąpić wolno. Acz mówią, że się to przez mię dawno zamyślało, niech diabeł wyklnie mi duszę, jeślim się kiedy o to znosił dawniej. Od tego czasu, jakośmy z Wilna list pisali, zaczęło się to dzieło, kiedy inaczej ratować się sposobu nie było.

Przeciwko polityce Janusza Radziwiłła wystąpiły rody litewskie na czele z Sapiehami (w tym Radziwiłłowie z linii na Ołyce i Nieświeżu), obawiające się dominacji mającego wsparcie szwedzkie Janusza Radziwiłła. Pokonany w polu, ciężko chory, uzależniony militarnie i finansowo od Szwedów (jego dobra na Litwie były regularnie rabowane przez przeciwników), prowadził walki na Podlasiu z wojskami litewskimi Pawła Sapiehy. Radziwiłł jedyny ratunek w utrzymaniu swojej pozycji widział w zerwaniu unii Litwy z Polską i stworzeniu księstwa, rządzonego przez Radziwiłłów pod protekcją Szwecji. Stąd 6 grudnia 1656 roku jego krewniak Bogusław Radziwiłł był wymieniony jako sojusznik w Traktacie z Radnot między Szwecją i Siedmiogrodem.

## Rodzina
W 1638 roku Janusz Radziwiłł na przekór ojcu poślubił katoliczkę Katarzynę Potocką, córkę Stefana Potockiego i Marii Mohylanki. Małżonka podejmowała próby nakłonienia małżonka do konwersji na katolicyzm. Wymogła zwolnienie służących–kalwinistów, a na ich miejsce zatrudniła współwyznawców. Presję na Radziwiłła wywierał także król i magnaci litewscy, którzy przeszli z protestantyzmu na katolicyzm bądź przyjęli warunki unii brzeskiej, ponieważ Radziwiłł był jedynym senatorem-protestantem. Katarzyna Potocka zmarła w 1642 roku.
Janusz Radziwiłł ożenił się po raz drugi w 1645 roku z pochodzącą z rodziny prawosławnej Marią, córką hospodara mołdawskiego Bazylego Lupu. Małżeństwo zostało zaakceptowane przez króla, który szukał sojuszników przed planowaną wojną z Portą. Ślub odbył się w Jassach w Mołdawii. Zgody na ślub musiał udzielić sułtan turecki Ibrahim I, ponieważ ojciec panny młodej był jego wasalem.
Z małżeństwa z Katarzyną Potocką Janusz Radziwiłł miał córkę Annę Marię, urodzoną w 1640 roku, która wyszła za mąż za swego brata stryjecznego Bogusława Radziwiłła. Z drugiego małżeństwa miał syna Krzysztofa, który zmarł w dzieciństwie.

## Śmierć
15 grudnia 1655 roku Janusz Radziwiłł rozpoczął przygotowania do obrony Tykocina przed oblężeniem wojsk Jana Kazimierza. Prośby o wsparcie, kierowane do Karola X Gustawa, pozostały bez odpowiedzi. W nocy z 30 na 31 grudnia Janusz Radziwiłł zmarł. Na jego ciele odnotowano plamy, co mogło świadczyć o otruciu. Został pochowany w Tykocinie.
Tykocin został zdobyty w 1657 roku przez wojska litewskie, którymi dowodził Paweł Sapieha. Trumnę z ciałem Janusza Radziwiłła przetransportowano do Sielca pod Brześciem, jednej z rodowych posiadłości magnatów, skąd ją zabrano na polecenie Bogusława Radziwiłła i wstawiono do rodowej krypty w Kiejdanach.

## Janusz Radziwiłł w kulturze
Postać Janusza Radziwiłła występuje w Potopie Henryka Sienkiewicza. Pisarz przedstawił go jako zdrajcę, pomijając – z powodu ówczesnej cenzury carskiej – niektóre motywy polityki hetmana: w lipcu 1655 roku Wielkie Księstwo Litewskie było zagrożone ze strony Rosji, więc Janusz Radziwiłł poczuwał się do obowiązku obrony Litwy kosztem zerwania z Polską i oddania się pod protektorat szwedzki. Sienkiewicz pominął też antagonizującą politykę króla Jana Kazimierza.
Pomnik Janusza Radziwiłła znajduje się na rynku w Kiejdanach.
W filmie Potop w reżyserii Jerzego Hoffmana w rolę księcia wcielił się Władysław Hańcza.